# Misterbianco
Misterbianco é uma comuna italiana da região da Sicília, província de Catania, com cerca de 43.464 habitantes. Estende-se por uma área de 37 km², tendo uma densidade populacional de 1175 hab/km². Faz fronteira com Camporotondo Etneo, Catania, Motta Sant'Anastasia, San Pietro Clarenza.

## Demografia
| Variação demográfica do município entre 1861 e 2011                               |
|                                                                                   |
| Fonte: Istituto Nazionale di Statistica (ISTAT) - Elaboração gráfica da Wikipedia |